# الجيرف (سنحان)

تعديل مصدري - تعديل

الجيرف هي إحدى قرى عزلة الفروات بمديرية سنحان وبني بهلول التابعة لمحافظة صنعاء، بلغ تعداد سكانها 2103 نسمة حسب تعداد اليمن لعام 2004.